# Diedendorf
Diedendorf ist eine französische Gemeinde mit 344 Einwohnern (Stand 1. Januar 2021) im Département Bas-Rhin in der Region Grand Est (bis 2015 Elsass). Sie ist dem Arrondissement Saverne und dem Kanton Ingwiller zugeordnet.

## Geografie
Die Gemeinde Diedendorf liegt an der oberen Saar im Westen der Landschaft Krummes Elsass, etwa acht Kilometer südwestlich von Sarre-Union. Im Südwesten grenzt das Gemeindegebiet Diedendorfs an das lothringische Département Moselle. An der nordwestlichen Gemeindegrenze verläuft das Flüsschen Naubach.
Nachbargemeinden von Diedendorf sind Harskirchen im Norden, Sarrewerden im Nordosten, Wolfskirchen im Osten, Niederstinzel im Süden sowie Vibersviller (Berührungspunkt) und Altwiller im Nordwesten.

## Geschichte
Eine erste Erwähnung gibt es aus dem Jahr 699 als Villa Didinescheaime. Später hieß der Ort Dedendorf, Dietendorf und Diedendorff. Im 14. Jahrhundert wurde der Ort als Folge von Pest, Hungersnöten und Krieg aufgegeben. Im Jahr 1559 erfolgte die Neugründung durch Hugenotten.
Durch einen Amtseinführungbrief im Jahr 1570 belehnte Graf Johann IV von Nassau-Saarbrücken seinen Landvogt Johann Streiff von Lauenstein mit Grundstücken und einer Meierei in Diedendorf – samt der Erlaubnis, dort ein Schloss zu bauen. Diedendorf war eines der sieben welschen Dörfer, die kurz vorher von lothringischen Reformierten wieder besiedelt wurden. Das Schloss wurde um 1580 errichtet. Der Vogt stammte aus einer kleinadligen Familie, deren Mitglieder Verwaltungsämter in der Grafschaft Saarwerden und Herbitzheim innehatten. Johann Streiff, der 1588 auch die Kirche von Diedendorf bauen ließ, kaufte zusammen mit seiner Frau Maria von Eich zahlreiche Zehnte auf; er verstarb 1595 und hinterließ eine Tochter und sechs Söhne. Seine Tochter Elisabeth heiratete Mathias Steyss de Görnitz, Pfandherr auf Schloss Lorentzen, gegen 1570. Einer seiner Söhne, Johann Eberhard, wurde ebenfalls Vogt der Grafschaft Nassau-Saarwerden und Nachfolger seines Vaters im Schloss. Eine herausragende Persönlichkeit in seiner Nachkommenschaft war „die Obristin“ Eva Streiff von Lauenstein, Witwe ihres Vetters Philipp Streiff. Diese zog 1647 mit ihren beiden kleinen Kindern aus Livonien nach Diedendorf, um sich in dem vom Dreißigjährigen Krieg verwüsteten Schloss niederzulassen. Der Ort war zwischen 1641 und 1644 unbewohnt geblieben. Die letzte Schlossbesitzerin der Geschlechterfolge Streiff war eine Baronin Charlotte Frédérique von Münchhausen geborene Quadt von Landskron (1684–1762) (Eltern von Ernst Friedemann von Münchhausen), die das Schloss 1722 von ihrem mütterlichen Onkel Otto Eberhard Streiff von Lauenstein erbte; 1730 verzog sie mit ihrem Ehemann, dem herzoglich sachsen-weimarischen Oberhofmeister Ernst Friedemann von Münchhausen (1686–1762) nach Herrengosserstedt bei Weimar und verkaufte das Schloss Diedendorf 1730 an August Wilhelm von Lüder, Vogt der Grafschaft.
Es folgte eine Reihe von Besitzern, vierzehn in kaum mehr als einem Jahrhundert. Schließlich wurde das Schloss 1862 durch den Großgrundbesitzer Simon Striffler erworben und verblieb in seiner Familie bis zum Zweiten Weltkrieg. 1944 zuerst von den Deutschen, dann den Amerikanern besetzt, wurde das Haus jahrelang nur teilweise bewohnt. Jean Schlumberger, Bürgermeister des Dorfes, kaufte es 1966 für seine Tochter Nancy. Von ihr erwarb es Jean-Daniel Ludmann, damaliger Museumsdirektor des Palais Rohan in Straßburg, im Jahre 1977 und restaurierte es umfassend. Nach seinem Tod wurde es weiterverkauft.
Von 1871 bis zum Ende des Ersten Weltkrieges gehörte Diedendorf als Teil des Reichslandes Elsaß-Lothringen zum Deutschen Reich und war dem Kreis Zabern im Bezirk Unterelsaß zugeordnet.

### Bevölkerungsentwicklung
| Jahr      | 1910 | 1962 | 1968 | 1975 | 1982 | 1990 | 1999 | 2006 | 2017 |
| Einwohner | 428  | 405  | 411  | 403  | 344  | 329  | 347  | 389  | 330  |

## Sehenswürdigkeiten
- Schloss aus dem Jahr 1570
- Protestantische Kirche, erbaut 1588